# 하면 된다
"하면 된다"는 대한민국의 코미디 영화이다. 박대영 감독 2번째 영화 작품이다. 보험금을 노리는 엽기적인 일가족의 좌충우돌 해프닝을 그린 코미디다. 2000년 10월에 개봉되었다.

## 캐스팅

### 주요 인물
- 안석환 - 정병환(아버지) 역
- 송옥숙 - 원정림(어머니) 역
- 박진희 - 정장미 역
- 정준 - 정대철 역
- 박상면 - 심충언 역
- 이범수 - 원광태 역

### 단역
- 장인한 - 정씨 종친회 사무장 역
- 주효만 - 원씨 종친회 사무장 역
- 박철민 - 금이빨 외판원 역
- 이정학 - 총포상 주인 역
- 박충선 - 피켓맨 1 역
- 이지수 - 피켓맨 2 역
- 김구택 - 보험회사 직원 1 역
- 류재령 - 보험회사 직원 2 역
- 김상우 - 보험회사 직원 3 역
- 이태수 - 쇼호스트 남 역
- 유현주 - 쇼호스트 여 역
- 이광열, 한영수, 이무현, 박동빈 - 광태 친구 역
- 박통일 - 학원 강사 역
- 박병택 - 의사 역
- 허정규 - 사격장 남 역
- 신윤영 - 사격장 여 역
- 조성철, 하영진, 이준일, 이경식, 손길호 - 해병대 역
- 하덕부 - 경찰 1 역
- 정오영 - 카페 남 역
- 양말복 - 동사무소 직원 역
- 김상원 - 대철 친구 1 역
- 강용석 - 대철 친구 2 역
- 김영호, 김재철, 이충현 - 대철친구들 역
- 김영웅, 전석호, 김대우, 정우진 - 맹인 역
- 류성현 - 스님 역
- 김영임 - 고급차 여 역

### 특별출연
- 박인환 - 친척 부 역
- 나문희 - 친척 모 역
- 이윤성 - 친척 큰딸 역
- 고호경 - 친척 막내딸 역

## 제작진
- 감독 : 박대영
- 제작 : 한성구
- 각본 : 권인찬, 이영은, 박대영
- 제작지원 : 최완
- 제작투자 : 방명석 , 오태민
- 프로듀서 : 이민호
- 기획 : 김민기 , 최성식 , 김홍구
- 촬영 : 문용식
- 세트 : 오상만
- 편집 : 고임표
- 의상 : 신승희
- 분장/헤어 : 장진
- 동시녹음 : 한철희
- 사운드수퍼바이저 : 오원철
- 믹싱 : 오원철 , 최태영
- 특수효과 : EFFEKT , 김준환 , 김재민 , 김창희 , 이정수
- 시각효과 : ㈜매커드
- 제작이사 : 권성환
- 제작실장 : 정오영
- 제작부장 : 정대훈
- 제작관리 : 박병준 , 경민형